# Dans l'ombre des Tudors
Dans l'ombre des Tudors (Wolf Hall) est une série télévisée historique britannique, diffusée sur BBC Two en janvier 2015. Il s'agit de l'adaptation des romans Wolf Hall (2009) et Bring Up the Bodies (2012) de Hilary Mantel.
Elle est diffusée en France et en Allemagne sur Arte à partir du 21 janvier 2016.
Une suite, Wolf Hall : Le Miroir et la Lumière, est diffusée à partir de 2024 et adapte le roman du même nom, troisième et dernier volet de la trilogie.

## Synopsis
Sous la forme d'une fiction, la série narre l’ascension rapide de Thomas Cromwell à la cour d'Henri VIII jusqu'à la mort d'Anne Boleyn en passant par les morts du cardinal Thomas Wolsey et de  Sir Thomas More. Cromwell gagne les faveurs du roi en réussissant à faire annuler son mariage avec Catherine d'Aragon.

## Fiche technique
- Titre : Wolf Hall
- Réalisation : Peter Kosminsky
- Scénario : Peter Straughan d'après Wolf Hall et Bring Up the Bodies de Hilary Mantel
- Photographie : Gavin Finney
- Musique : Debbie Wiseman et Claire van Kampen
- Producteur délégué : Colin Callender
- Production : Company Pictures, Playground Entertainment
- Producteur : Mark Pybus
- Producteur exécutif : Noëlette Buckley
- Producteur délégué : Hilary Mantel
- Pays d'origine : Royaume-Uni
- Langue originale : anglais britannique
- Chaîne originale : BBC Two
- Dates de diffusion : du 21 janvier au 25 février 2015

## Distribution

### Personnages principaux
- Mark Rylance (VF : Christian Gonon) : Thomas Cromwell
- Damian Lewis (VF : Jean-Pierre Michaël) : Henri VIII
- Claire Foy (VF : Julia Faure) : Anne Boleyn
- Bernard Hill (VF : François Siener) : Thomas Howard
- Anton Lesser (VF : Bernard Alane) : Thomas More
- Mark Gatiss (VF : Laurent Montel) : Stephen Gardiner
- Mathieu Amalric (VF : lui-même) : Eustache Chapuys
- Joanne Whalley (VF : Blanca Li) : Catherine d'Aragon
- Jonathan Pryce (VF : Michel Favory) : Thomas Wolsey
- Thomas Brodie-Sangster (VF : Lazare Herson-Macarel) : Ralph Sadler
- Tom Holland : Gregory Cromwell
- Harry Lloyd (VF : Franck Lorrain) : Harry Percy
- Jessica Raine (VF : Laure Sagols) : Jane Boleyn
- Saskia Reeves (VF : Sylvia Bergé) : Johane Williamson
- Charity Wakefield (VF : Olivia Nicosia) : Mary Boleyn

### Personnages secondaires
- David Robb : Thomas Boleyn
- Joss Porter (VF : Noam Morgensztern) : Richard Cromwell
- Emma Hiddleston (VF : Julia Boutteville) : Meg More
- Jonathan Aris (VF : Olivier Augrond) : James Bainham
- Natasha Little (VF : Odile Cohen) : Liz Cromwell
- Ed Speleers (VF : Karim Khalil) : Edward Seymour
- Kate Phillips (VF : Marlène Goulard) : Jeanne Seymour
- Edward Holcroft (VF : Laurent Natrella) : George Boleyn
- Hannah Steele : Mary Shelton
- Richard Dillane (VF : Hervé Furic) : Charles Brandon
- Florence Bell : Helen Barre
- Iain Batchelor : Thomas Seymour
- Paul Clayton : William Kingston
- Jack Lowden : Thomas Wyatt
- Felix Scott : Francis Bryan
- Luke Roberts (VF : Dimitri Rataud) : Henry Norris
- Alastair Mackenzie (VF : Sébastien Ossard) : William Brereton
- Max Fowler (VF : Gwendal Anglade) : Mark Smeaton
- Robert Wilfort (VF : Stéphane Varupenne) : George Cavendish
- Aimee-Ffion Edwards (VF : Jennifer Decker) : Elizabeth Barton
- Bryan Dick (VF : Laurent Orry) : Richard Rich
- Lucy Russell : Anne Shelton
- Kerry Ingram (VF : Sophie Baranes) : Alice Williamson
- Enzo Cilenti (VF : Eugenio de Giorgi) : Antonio Bonvisi
- James Larkin (VF : Pascal Gimenez) : William FitzWilliam

## Épisodes
1. 1529 : Jeux de dupes (Three Card Trick)
2. 1529 : Cromwell, le bien-aimé (Entirely Beloved)
3. 1531 : La Reine Anne (Anna Regina)
4. 1533 : Le Baiser du diable (The Devil's Spit)
5. 1535 : Mauvais Présage (Crows)
6. 1536 : Le Maître des ombres (Master of Phantoms)

## Distinctions

### Récompenses
- Golden Globes 2016 : meilleure mini-série ou meilleur téléfilm
- British Academy Television Awards 2016 : 
  - Meilleure série dramatique
  - Meilleur acteur pour Mark Rylance